# Takuya Marutani
Takuya Marutani (丸谷 拓也, Marutani Takuya) est un footballeur japonais né le 30 mai 1989. Il évolue au poste d'attaquant.

## Biographie
Takuya Marutani commence sa carrière professionnelle au Sanfrecce Hiroshima. Il dispute 23 matchs en J-League 1 et 2 rencontres en Ligue des champions de l'AFC avec ce club.
En 2013, il est prêté à l'Oita Trinita.

## Palmarès
- Finaliste de la Coupe de la Ligue japonaise en 2010 avec le Sanfrecce Hiroshima
- Championnat du Japon en 2015